# Тунис на летних Олимпийских играх 2000
Тунис принимал участие в Летних Олимпийских играх 2000 года в Сиднее (Австралия) в десятый раз за свою историю, но не завоевал ни одной медали. Сборную страны представляли 47 спортсменов.

## Результаты соревнований

### Академическая гребля
В следующий раунд из каждого заезда проходили несколько лучших экипажей (в зависимости от дисциплины). В финал A выходили 6 сильнейших экипажей, остальные разыгрывали места в утешительных финалах B-D.
Мужчины
| Соревнование | Спортсмены     | Предварительный заезд | Предварительный заезд | Предварительный заезд | Отборочный заезд | Отборочный заезд | Отборочный заезд | Полуфинал     | Полуфинал     | Полуфинал     | Финал   | Финал   | Итоговое место |
| Соревнование | Спортсмены     | Заезд                 | Время                 | Место                 | Заезд            | Время            | Место            | Заезд         | Время         | Место         | Время   | Место   | Итоговое место |
| ------------ | -------------- | --------------------- | --------------------- | --------------------- | ---------------- | ---------------- | ---------------- | ------------- | ------------- | ------------- | ------- | ------- | -------------- |
| одиночки     | Риад Бен Хедер | 1                     | 7:59,75               | 5                     | 2                | 7:53,95          | 5                | Полуфинал C/D | Полуфинал C/D | Полуфинал C/D | Финал D | Финал D | 22             |
| одиночки     | Риад Бен Хедер | 1                     | 7:59,75               | 5                     | 2                | 7:53,95          | 5                | 2             | 7:47,86       | 6             | 7:54,45 | 5       | 22             |

### Дзюдо
Соревнования по дзюдо проводились по системе на выбывание. В утешительные раунды попадали спортсмены, проигравшие полуфиналистам турнира. Два спортсмена, одержавших победу в утешительном раунде, в поединке за бронзу сражались с проигравшими в полуфинале.
Мужчины
| Соревнование | Спортсмены      | Первый раунд       | Второй раунд                         | 1/8 финала                        | Четвертьфинал                  | Полуфинал            | Финал                | Место |
| Соревнование | Спортсмены      | Соперник Результат | Соперник Результат                   | Соперник Результат                | Соперник Результат             | Соперник Результат   | Соперник Результат   | Место |
| ------------ | --------------- | ------------------ | ------------------------------------ | --------------------------------- | ------------------------------ | -------------------- | -------------------- | ----- |
| до 60 кг     | Макрем Айед     | Не участвовал      | Адриан Робертсон (AUS) В 1110 — 0010 | Марек Матусек (SVK) П 0000 — 1000 | Завершил выступление           | Завершил выступление | Завершил выступление | —     |
| до 66 кг     | Анис Лунифи     | Не участвовал      | Юкимаса Накамура (JPN) П 0100 — 0201 | Завершил выступление              | Завершил выступление           | Завершил выступление | Завершил выступление | —     |
| до 73 кг     | Хассен Мусса    | Не участвовал      | М. Шмидт (GER) В 0010 — 0001         | Д. Маддалони (ITA) П 0000 — 1000  | Завершил выступление           | Завершил выступление | Завершил выступление | 9     |
| до 73 кг     | Хассен Мусса    | Не участвовал      | М. Шмидт (GER) В 0010 — 0001         | Утешительный турнир               |                                |                      |                      | 9     |
| до 73 кг     | Хассен Мусса    | Не участвовал      | М. Шмидт (GER) В 0010 — 0001         | Т. Уотерхаус (SAM) В 1020 — 0000  | В. Зелёный (LAT) П 0010 — 1000 | Завершил выступление | Завершил выступление | 9     |
| до 81 кг     | Абдессалем Арус | Не участвовал      | Грэм Рэндолл (GBR) П 0000 — 1000     | Завершил выступление              | Завершил выступление           | Завершил выступление | Завершил выступление | —     |

Женщины
| Соревнование | Спортсмены  | Первый раунд                  | 1/8 финала                          | Четвертьфинал                  | Полуфинал                       | Финал                 | Место |
| Соревнование | Спортсмены  | Соперник Результат            | Соперник Результат                  | Соперник Результат             | Соперник Результат              | Соперник Результат    | Место |
| ------------ | ----------- | ----------------------------- | ----------------------------------- | ------------------------------ | ------------------------------- | --------------------- | ----- |
| до 57 кг     | Хайет Руини | Анн Симон (BEL) П 0000 — 0011 | Завершила выступление               | Завершила выступление          | Завершила выступление           | Завершила выступление | —     |
| до 63 кг     | Саида Дахри | Не участвовала                | А. фон Рековски (GER) П 0001 — 0020 | Утешительный турнир            | Утешительный турнир             | Завершила выступление | 7     |
| до 63 кг     | Саида Дахри | Не участвовала                | А. фон Рековски (GER) П 0001 — 0020 | К. Робертс (GBR) В 1010 — 0000 | Чон Сон Сук (KOR) П 0000 — 0001 | Завершила выступление | 7     |

### Плавание
Спортсменов — 1
В следующий раунд на каждой дистанции проходили лучшие спортсмены по времени, независимо от места занятого в своём заплыве.
Мужчины
| Спортсмен     | Соревнование   | Предварительные заплывы | Предварительные заплывы | Полуфиналы | Полуфиналы | Финал     | Финал     |
| Спортсмен     | Соревнование   | Результат               | Место                   | Результат  | Место      | Результат | Место     |
| ------------- | -------------- | ----------------------- | ----------------------- | ---------- | ---------- | --------- | --------- |
| Усама Меллули | 400 м комплекс | 4:41,97                 | 43                      |            |            | Не прошёл | Не прошёл |